# Rugrats: La película - Aventuras en pañales
Rugrats: La película - Aventuras en pañales (The Rugrats Movie en inglés) es una película infantil estadounidense de animación del año 1998 basada en la serie infantil de animación Rugrats. Fue creada por Nickelodeon Movies y Klasky-Csupo y lanzada por Paramount Pictures. Fue dirigida por Norton Virgien e Igor Kovaljov. Fue estrenada el 20 de noviembre de 1998 en Estados Unidos.

## Argumento
Todo comienza en la jungla donde Tommy y los bebés entran a una cueva (parodia de Indiana Jones) donde después de sortear varios obstáculos llegan hasta una torre donde está un mono de oro, deciden unirse para formar una pirámide para alcanzarlo pero cuando están por agarrarlo esté empieza a temblar y se transforma en un plato de helado de banana y ven una gran bola rodando hacia ellos, cuando huyen una grieta sale del suelo y todos saltan menos Chuckie, que está a punto de caerse y Tommy lo ayuda. Cuando miran la bola gigante está por la imaginación de Tommy, se convierte en el vientre de embarazo de Didi. En la casa de los Pickles, le hacen una fiesta de bebé a Didi, mientras Tommy y sus amigos Chuckie, Phil y Lil, piensan como será la supuesta nueva hermanita de Tommy, por su parte Angélica (la prima de Tommy y personaje antagonista de la serie) le advirtió que al tener una hermanita toda su vida iba a empeorar aunque él no le creyó, cuando Angélica se mete a cantar en el canto de Susy y grita al final hace que todos se tapen los oídos menos Didi al que el sonido retumbó en su vientre e hizo que entre en trabajo de parto más rápido de lo debido, por lo que todos la llevan al hospital. En el hospital Didi junto con Stu no se deciden donde ser la sala de parto según el padre de Didi todas las mujeres en el pasado daban a luz en los cultivos de papas pero como seguían sin decidirse llega la madre de Susie que era doctora en el hospital y se van con ella, los abuelos dejan a los bebés en un corral mientras juegan naipes pero los bebés se escapan para buscar al hermanito/a de Tommy. Entran en una sala llena de bebés que empiezan a cantar y luego van de nuevo con el abuelo que no vio nada, luego se ve a Didi gritar por última vez hasta que nace el nuevo bebé que resultó ser un niño al que llamaron Dil Pickles (incorporado a la serie después de la película), el hermano pequeño de Tommy. Tommy y los otros llegan, y Didi le presenta a Dil, Tommy parece contento de su nuevo hermanito y le saluda y parece que se quieren el uno al otro, hasta que Dil agarra y balancea la nariz de Tommy. Esto hace que Tommy comience a llorar, y unos segundos después Dil también llora.
Cuatro semanas después, Dil sigue llorando sin parar, apenas habiendo parado desde que lo trajeron a casa. Los bebés están cansados del ruido constante por ahora, notando que la casa y la vida de Tommy de repente es mucho menos divertido desde que Dil llegó y éste no le cae bien a ninguno. Lil cree que Dil está roto, pero Tommy no está de acuerdo y dice que Dil muy llorón. Angélica, molesta por todo el ruido que Dil hace, ve un anuncio en la televisión para un circo de monos. Angélica quiere ir y le pregunta al abuelo Lou si puede ir al circo, a lo que afirma que él piensa que la casa ya es un circo.
Los Banana Brothers Monkey Circus llega a una estación, Serge e Igor se detienen a tomar un café, pero discuten por quién debe quedarse y vigilar a los monos. Ambos deciden ir a tomar un café, y mientras discuten sobre qué lugar tiene mejor café, los monos desatendidos escapan y se dirigen al motor en la parte delantera del tren, donde despegan con él. Serge e Igor, ambos conmocionados, se apresuran a tratar de detenerlo, pero cuando llegan es demasiado tarde, y ven como el tren desaparece en la distancia. Los monos causan estragos en la sala de máquinas y hacen que el motor viaje marche a toda velocidad alrededor de un área de curva lenta, haciendo que descarrile y caiga hacia el bosque.
En la casa de los Pickles, Didi está leyendo un cuento a Tommy sobre un mago que le concede un deseo a un niño, hasta que Stu viene con Dil, pidiéndole ayuda. Ambos le cantan a Dil una nana, mientras que Tommy trata de llamar la atención, pero no lo consigue. Dil finalmente se queda dormido, y Tommy llorando se canta una nana a sí mismo y se pone triste porque sus padres no le hacen caso.
A la mañana siguiente, la pandilla ve que Dil no es agradable y que es un egoísta, ya que ha reclamado artículos para él como la manta de Tommy, y golpea a Tommy y a Chuckie en la cabeza con su sonajero. Lil le dice a Tommy que no está usando el método correcto para conseguir cosas de un hermano, y demuestra en Phil que el tema en cuestión tiene que ser arrebatado. Tommy intenta quitarle a Dil un oso de peluche de esta manera, y los dos se pelean por él, y Dil se resiste a soltar el osito y le pega a Tommy en la cabeza con su sonajero, pero Tommy tampoco se rinde. Mientras tanto, Stu y Lou llevan el completo Reptar Wagon desde el sótano hasta la puerta principal, listo para recogerlo. Más tarde, Drew deja a Angelica en la casa de Stu y Didi, ya que tiene que trabajar horas extras, pero Stu se enfada con él por un comentario que hizo. Después de caminar, Stu ve que Tommy y Dil se están peleando por el osito, e intenta detenerlos. Al principio, decide dejar que Tommy tenga un turno con él, pero cambia de opinión cuando Dil comienza a llorar después de que se lo quité las manos, haciendo que Tommy empiece a llorar. Stu decide llevar a Tommy al sótano, ya que tiene algo que darle. Le da a Tommy un reloj de bolsillo musical que tiene una foto de Tommy y Dil dentro, que él dice que ahora le da a Tommy la responsabilidad. Él le habla sobre ser un hermano mayor, y la responsabilidad que ahora tiene. Termina asegurando que un día Tommy estará feliz de tener a Dil como su hermanito. Tommy parece quedar contento por los consejos de su padre.
Chuckie, Phil y Lil ven el coche de Reptar, y se asombran. Ellos deciden devolver a Dil al hospital para recuperar el dinero de Tommy (como Tommy cree que al darle a Lucy una moneda de chocolate de la fiesta de bienvenida, habían comprado a Dil) y piensan que así Tommy será feliz otra vez. De repente, Tommy viene después de aprender de los consejos de Stu mientras sube del sótano, y le pregunta qué están haciendo con Dil, a lo que Lil le explica a Tommy que lo van a devolver al hospital para recuperar su dinero, pero Tommy les dice que sus padres quieren quedarselo, sin embargo, esto hace que Phil comience a discutir con Tommy. Debido al ruido, Angélica sale diciéndoles que se callen, ya que ella está tratando de ver la televisión, pero cuando Dil ve a Cynthia, él se la quita a Angélica. Furiosa, Angelica intenta regañar a Dil, pero es detenida por Tommy, que le dice a Angelica que Dil lo hizo sin querer. Enfadada, Angélica haciendo como que no oyó lo que dijo Tommy, lo coge y lo mete en el coche de Reptar, la patea, que lo envía al despliegue de la puerta, y se va de nuevo a ver la televisión, pero debido a esto, ella Se olvida de Cynthia. El camión de reparto llega, y Lou, que está medio dormido, simplemente le dice al hombre que se lo lleve, pero no le dice exactamente qué cosa, lo que hace que la cabra se tome en su lugar. Mientras Spike ladra mientras el camión de entrega se va, Angelica le dice que se calle, mientras ella y Cynthia están viendo la televisión, solo para darse cuenta de que Cynthia no está, va a decirle a los Rugrats que se la devuelvan, pero cuando descubre que se la llevaron en el coche de Reptar, grita desesperada y se viste con un traje de Shirley-Lock Holmes, y se lleva a Spike para encontrarlos. Los Rugrats terminan para arriba en un paseo salvaje en el vagón de Reptar mientras que viaja a través de las calles, de las escaleras abajo, a través de un patio, a un emplazamiento de la obra, a una fábrica del colchón, y finalmente terminando en la parte posterior de un carro del colchón de un camión. Mientras tanto, en la casa, Stu y Lou se dan cuenta de que los bebés se han ido en el coche de Reptar, y se apresuran a buscarlos.
Stu, junto con Lou durmiendo usa el coche, pero debido a su impaciencia, él corta el camión del colchón que los bebés están dentro, haciendo que conduzca fuera del lado de la carretera, y roda hacia abajo en el bosque. Stu y Lou luego van al aeropuerto, y comprobar para ver si están en el avión donde está la caja, pero descubre que solo la cabra está allí en su lugar. Ambos se apresuran a regresar a casa, y revisan la casa para ver si están allí, hasta que Didi llega a casa de compras, donde Lou culpa a Stu por perder a los bebés, lo que hace que Didi se auste tanto que se le cae todo lo que compró. Los bebés se ven fuera del camión estrellado, junto con el coche de Reptar mientras se encuentran perdidos en el bosque, pero antes de que puedan encontrar su salida, tienen que cambiarle el pañal a Dil. Los padres llaman a la policía y a los guardabosques para pedir ayuda, lo que atrae la atención de los periodistas. De vuelta en el bosque, los Rugrats tratan de cambiar el pañal de Dil, pero cuando Chuckie se cae por culpa de Dil, una rana salta sobre su cabeza, lo que hace que se enfade aún más con él. Tommy se las arregla para cambiar el pañal de Dil, y decide usar su responsabilidad (el reloj de bolsillo) para ayudar a guiarlos. Pusieron a Dil en el carro de reptar y salieron. Mientras tanto, Angelica todavía está buscando a los bebés, y logra ubicar el área donde el camión se fue, sin embargo, Spike no se ralentiza, y la carretera también está inclinada, por lo que ella y Spike se lanzan fuera del borde de la carretera y golpear en algunas ramas, con Angélica también golpeándola detrás en un árbol, golpeándola hacia fuera por un corto período de tiempo. Cuando se despierta, ve a Spike, y le dice que no todos los perros van al cielo.
Stu, Didi y los otros salen de la casa de los Pickles, solo para ser atormentados por los periodistas, hasta que un helicóptero de repente vuela por el área hacia el lugar y dentro del vehículo aéreo se encuentra otro periodista: es Rex Pester, de Noticias en Acción. Este intrépido periodista salta del helicóptero hasta la casa de los Pickles y comienza a hacer preguntas a Didi. Betty se molesta con su actitud déspota hacia la situación, y trata de atacarlo, solo para ser retenida por Stu y Lou. Unos minutos después, Charlotte y Drew llegan, preguntándose qué está pasando. Rex se acerca a Drew y le dice que su hermano ha perdido a su hija. Entonces Drew, furioso, ataca a Stu y trata de romperle el brazo con tanta rabia y a punto de perder la cordura. Mientras tanto, Rex envuelve su informe dando los nombres de cada uno de los niños desaparecidos, pero los pronuncia mal a todos. Justo después de que termine, Chas hace saber a todos que Angelica y Spike han sido vistos, y todos se apresuran a la ubicación, mientras que Lou sale con su uniforme y se les une.
Los bebés continúan tirando del carro de Reptar una colina, y todavía se quejan de Dil. Llegan a una caída pronunciada, y no tienen ni idea de lo que deben hacer a continuación. Los adultos son vistos en la zona donde el camión de colchones condujo fuera de la carretera, mientras un detective pregunta si el chupete encontrado en la carretera es de ellos. Chuckie se ve llorando porque no está seguro de qué hacer, pero Phil culpa a Dil, y Lil se une para hacer que Tommy se molesté y le grita. Tommy le dice que Dil es solo un bebé, pero cuando lo hace, Dil saca una de las correas del pañal de Tommy, haciéndolo caer. Tommy intenta tomarlo positivamente, diciendo que es bueno estar desnudo, ya que hace calor en el bosque. Phil y Lil continúan discutiendo con Tommy, pero Chuckie nota una casa en la distancia, y Tommy piensa que un mago podría vivir allí, lo que significa que podrán ir a casa si lo desean. Tommy vuelve a correr al coche de Reptar, pero se acerca a una gran huella, Phil nota que es de un lobo, al que Tommy no está de acuerdo, diciendo que oirían un aullido, pero cuando Tommy intenta hacer un aullido, se oye uno verdadero. Los bebés entran en pánico, saltan en el vagón de Reptar, y cabalgan de la declinación escarpada, pero mientras que ruedan abajo de la colina, Dil sigue girando el volante. Frank y Margaret son vistos patrullando el bosque, mientras Frank le habla sobre los peligros del bosque, de repente, el coche de Reptar salta por detrás, lo que hace que Margaret se emocioné al pensar que hay dragones. Los bebés siguen rodando por la colina, pero no pueden encontrar una manera de detener el carro. Tommy presiona todo, hasta que tira de una palanca hacia abajo que hace que el carro se detiene justo en el borde de un acantilado con un agua por debajo. Dil libera el freno, y caen en el agua. El Reptar Wagon cambia en el agua, dándole un flotador y una hélice, y flotan por el agua.
En la casa de guardabosques, Margaret está emocionada de contarle al cuartel general sobre el dragón, pero Frank enfatiza el coraje necesario para trabajar en el bosque, mira a través de un telescopio y también ve al Reptar Wagon, haciéndolo saltar de nuevo en pánico y gritar que él vio al dragón, lo que hace que Margaret se entusiasme más. De vuelta en la escena del accidente del camión del colchón, Lou encuentra una envoltura para una barra de Cynthia, y asume que Angélica está buscando a los bebés. Chas y Howard salieron corriendo del bosque para decirles a todos que encontraron huellas de ruedas y huellas de pisadas infantiles, con Stu llegando a la conclusión de que debían estar en el vagón Reptar. Drew, todavía mostrando su enfado, le reclama duramente a Stu, queriendo hacerlo quedar mal, por lo estúpidos que son sus inventos, pero lo único que Drew consigue con eso es darle una idea rápida e infalible a Stu. Betty ordena a todos lo que deben hacer, mientras que Stu, Lou y Chas entran en el coche y se van. En el río, los bebés comienzan a cantar una canción del mar, pero golpearon una roca poco después, haciendo que Dil y Chuckie caigan al agua. Tommy decide ayudar a Dil mientras Chuckie va por la borda y cae en el río, pero se da cuenta de que no es muy profundo, ya que está de pie, saca un pez que se mete en sus pantalones cortos. Phil lanza un anillo de vida, que aterriza perfectamente sobre Chuckie, pero Lil empuja un botón que hace que el carro se acelere, tomando a Chuckie en un paseo, hasta que golpea el agua y se cae del anillo vital. Phil y Lil lo tiran de nuevo al carro, y Chuckie es visto sosteniéndolo. Cuando Chuckie vuelve a bordo, se pregunta por qué Tommy no le ayudó, pero una vez más, Tommy dice que Dil es solo un bebé. De repente, Phil y Lil se dan cuenta de que se dirigen hacia una cascada, haciendo que todos los bebés entren en pánico, tratan de dar la vuelta a la carreta y logran hacerlo, pero Dil tira de una palanca que eleva la hélice, Tommy rápidamente la empuja hacia atrás, y logran escapar, pero giran y chocan contra un tronco de árbol en la tierra, enviando a todos ellos volando. Tommy aterriza en un arbusto, que hace que su reloj de bolsillo se caiga, empieza a rodar hasta el río, y salta y lo agarra justo antes de que caiga. En la casa de los Pickles, Stu, Lou y Chas están tratando de obtener Abajo Dactar - invención de vuelo de Stu. Sin embargo, es demasiado pesado, y la polea rompe el techo, causando que caiga y casi aterrizar en Lou, que luego se ve dormir bajo él.
Los bebés tiran del carro de reptar de la orilla, y tratan de averiguar dónde está el mago. Una vez más, Tommy usa su reloj de bolsillo para direcciones, pero termina dando vueltas alrededor de un árbol por un tiempo. Chuckie piensa que podría haber otros bebés alrededor, mientras Phil y Lil vociferan en Tommy, criticando su reloj de bolsillo; alegando que está roto, al igual que Dil. Tommy comienza a discutir, lo que le da a Chuckie un dolor de cabeza. Mientras Chuckie se aleja de los gritos, ve a un payaso y grita. Tommy, Phil y Lil se acercan y se dan cuenta de que es un tren. De repente, la puerta del carruaje se abre, y una misteriosa figura sale. La figura se revela a ser los monos de circo, que luego saltan y rompen en la canción, bailando y jugando con los bebés mientras lo hacen. Durante la canción, las gafas de Chuckie se caen, y son tomadas por los monos. Poco después, Dil comienza a llorar, ya que tiene hambre, y Tommy va a darle de comer y abre algo de comida para Dil, que es comida de bebés con sabor a plátano. Después de abrirlo, el olor de los plátanos hace girar a los monos hacia él. Dil salpica la comida por todos lados, y Tommy tira el tarro vacío, pero al hacerlo, hace que los monos se carguen hacia él. Uno de ellos arrebata la bolsa de pañales y corre, por lo que Tommy persigue tras ellos, mientras otros monos empiezan a lamer la pasta de Dil. Chuckie nota esto, y se apresura a ayudar a Dil, pero los monos tratan de llevárselo. Chuckie hace todo lo posible para mantener a Dil, pidiendo a Phil y Lil que lo ayuden, pero no les importa, y ven como Chuckie sigue manteniendo a Dil. Dil se escapa y vuela en los brazos de Phil y Lil. Mientras se aferran a Dil cuando está siendo arrancado por un mono, ellos lo dejaron ir a propósito y lo lanzaron con el mono. Mientras tanto, Chuckie está tratando de obtener sus gafas de nuevo de otro mono, que luego los cae y se escapa. Chuckie busca en el suelo para ellos, pero accidentalmente pasos en ellos, agrietando las lentes. Los monos se van, llevando a Dil con ellos. Tanto Phil como Lil están contentos con esto, mientras Chuckie está horrorizado.
Spike sigue arrastrando a Angelica a través del bosque, pero rompe uno de sus patines en el proceso. Mientras Angelica se lo quita, un lobo se escabulle detrás de ella. Angelica piensa que es Spike quien apesta, pero rápidamente se escapa con Angelica una vez más, justo cuando el loba la iba a morder, evitándola por poco. El lobo es renuente a renunciar, y gruñe mientras Spike arrastra a Angélica en la distancia. De vuelta en la residencia Pickles, Stu está en el techo listo para lanzar Dactar, que está atando de una cuerda a su coche para despegar fácil. Asegura que volará cuando esté frente al viento. Lou le pregunta a Chas si Stu está listo, a lo que Chas le responde que no, Lou, sin embargo, no escucha esto y piensa que Chas le dijo que fuera, lo que él hace. Mientras Lou se aleja, la cuerda queda atrapada alrededor de la pierna de Stu, y lo tira del techo, Dactar comienza a caer, pero obtiene suficiente velocidad del viento para permanecer en el aire, aunque muy inestable. De vuelta en el bosque, Chuckie, Phil y Lil disfrazan a un mono más pequeño como Dil para engañar a Tommy para que crea que Dil se haya convertido en uno. Mientras que los otros son ardientes para partir, Tommy insiste en terminar de darle de comer a Dil, él quita la manta, y se sorprende al ver que Dil se ha convertido en un mono. Una tormenta se acerca, y Chuckie sugiere que se pongan en marcha, pero Tommy no quiere, ya que no puede volver a casa con Dil convertido en mono. Chuckie le dice a Tommy que deben ir a la casa del mago, lo que le da a Tommy una idea: desear que Dil vuelva a ser un bebé. Sin embargo, ya que solo obtendrá un deseo, un argumento se anima, ya que no será capaz de llegar a casa si Dil obtiene el deseo. En breve en el argumento Lil accidentalmente derrama la verdad, admitiendo que el mono no es realmente Dil. Chuckie explica lo que ocurre, y Phil y Lil exclaman que no quieren ayudar a Tommy a encontrar a su hermano porque les cae mal. Tommy se vuelve a su mejor amigo Chuckie, pidiendo su ayuda, pero también consigue un no de él. Chuckie le explica que si Tommy era su mejor amigo, él le ayudaría más, y lista los acontecimientos recientes donde Tommy estaba demasiado ocupado cuidando de Dil para ayudar o cuidar de él. Lil le dice a Tommy que no tiene amigos, solo a su hermanito. Tommy muy triste decide buscar a su hermanito Dil. A medida que se aleja con la bolsa de pañales, la tormenta golpea, y empieza a llover.
Mientras Angelica enfadada porque Spike no le hace caso, decide ir a buscar a Cynthia ella sola y se pone a cantar una canción, pero cuando pone el pie en la correa de Spike, este asustado corre con Angelica agarrada a su correa. Los adultos van a la casa de los guardabosques y piden a Frank y a Margaret que les ayuden, pero Frank les dice que hay dragones pero Margaret les dice que no le hagan caso y se va con ellos.
Eventualmente Tommy encuentra a Dil, que lo tienen los monos y trata de quitárselo, pero los monos se niegan a soltarlo hasta que oyen el aullido del lobo y se van asustados y sueltan a Dil. Tommy y Dil encuentran refugio debajo de un árbol. Tommy intenta cuidar a Dil, pero bebe egoístamente toda la leche del biberón y se niega a compartir la gran manta con Tommy en el frío. Tommy intenta hacer que Dil le deje la manta, pero se niega y hace que Tommy se caiga en el barro y Dil se ríe de él. Tommy enfadado finalmente alcanza su punto de ruptura con él y se da cuenta de que Phil y Lil tenían razón, que Dil es malo. Tommy se acerca a Dil muy enfadado con él y le riñe, y en su ataque de ira tira muy lejos el reloj de bolsillo musical, los monos aparecen con intención de llevarse a Dil. Dil afirma que quiere irse con los monos, lo que hace que estos pongan una sonrisa malvada, Tommy está dispuesto a abandonarlo con los monos, y entonces coge la comida de plátano de bebés y agarra a Dil para cubrilo con la compota para que los monos se lo coman, Dil intenta escapar, pero como está agarrado por Tommy, no da, y una tormenta con el rostro enfadado de Tommy asusta a Dil, lo que hace que se ponga a llorar, y entonces Tommy viene a sus sentimientos y tira la compota, y abraza a Dil y se disculpa con él y dice que cuidará de él. Ambos se vuelven en una nueva página, Tommy recoge su reloj de bolsillo musical y contempla la imagen de él y Dil, llorando. Después, la tormenta sigue y Dil llora, y Tommy cuida de él y le canta una nana y le dice que está contento de tenerlo, lo que hace que Dil llore de emoción y dice que quiere a Tommy, y Tommy dice que lo quiere a él también, y entonces los dos se vuelven en una nueva página, la personalidad de Dil cambia por completo y se vuelve bueno y comparte la manta con Tommy.
A la mañana siguiente después de la tormenta, Phil, Lil y Chuckie son atacados por los monos pero son salvados por Dil, ganándole la gratitud de los gemelos y a partir de este momento Dil les cae bien a todos los Rugrats. Chuckie asusta a los monos con el Reptar Wagon, y Tommy sale para ayudarlo. Con eso, los bebés son todos amigos de nuevo y finalmente se reunieron con Angelica y Spike. Tommy los conduce al puente donde, al otro lado, descubren lo que piensan que es la casa del mago (en realidad una estación de guardabosques) y esperan ser enviados a casa, pero una vez que llegan al puente, también lo hacen los monos. Para empeorar las cosas, ambos grupos son sorprendidos por un peligroso lobo que los ha acosado durante toda la película. Los bebés comienzan a entrar en pánico mientras los monos huyen por temor al lobo, pero Spike se enfrenta valientemente a una pelea con el lobo, terminando con los dos cánidos cayendo del puente a sus aparentes muertes dejando a Angélica y los bebés con el corazón roto. Justo entonces, Stu, en busca de los bebés en su "Dactar" planeador, los puntos de los bebés en el puente y accidentalmente se estrella en la estación de guardabosques. Tommy cree que su padre en el planeador naufragado para ser el Hombre mago, y en lugar de desear ser enviados a casa, en cambio, desea que Spike sea traído de vuelta a la vida. Stu cae a través del puente, donde encuentra a Spike vivo y bien. Los otros padres de repente llegan y se reúnen con sus hijos justo cuando los Banana Brothers encuentran a sus monos y los llevan de vuelta. Charlotte tira su teléfono, finalmente poniendo a Angélica antes de su trabajo, y Stu y Didi se dan cuenta de que Tommy y Dil se quieren y de que están felices de tenerse el uno al otro. Y finalmente Dil comparte el biberón con Tommy.
De vuelta a casa, los bebés van a otra aventura de Okey Dokey Jones, pero esta vez con Dil, después de haberlo aceptado completamente en el grupo. Ahora, con un miembro adicional, los bebés pueden llegar al recipiente mientras Chuckie le dice a la audiencia que las cosas nunca volvieron a la forma en que estaban ... con Dil, las cosas mejoraron aún más.
Después de los créditos, la última escena se ve al abuelo durmiendo en el reptar de juguete, pero es empujado a la calle por una cabra.

## Reparto
| Personaje                                           | Actor de voz original | Actor de doblaje (Latinoamérica ) | Actor de doblaje (España )    |
| --------------------------------------------------- | --------------------- | --------------------------------- | ----------------------------- |
| Tommy Pickles                                       | E.G. Daily            | Laura Torres                      | Sandra Jara                   |
| Chuckie Finster (Carlitos en Latinoamérica)         | Christine Cavanaugh   | Liliana Barba                     | Amelia Jara                   |
| Dylan "Dil" Pickles                                 | Tara Strong           | Rocío Garcel                      | Blanca Rada                   |
| Angélica Pickles                                    | Cheryl Chase          | Patricia Acevedo                  | Blanca Rada                   |
| Phillip "Phil" DeVille                              | Kath Soucie           | Rossy Aguirre                     | Mercedes Espinoza             |
| Lillian "Lil" DeVille                               | Kath Soucie           | Mónica Estrada                    | Marta Sainz                   |
| Stu Pickles (Hugo Pickles en Latinoamérica)         | Jack Riley            | Gerardo Reyero                    | José Friás                    |
| Didi Pickles                                        | Melanie Chartoff      | Mónica Manjarrez                  | Mabel Escaño                  |
| Chas Finster (Carlos Finster en Latinoamérica)      | Michael Bell          | Roberto Molina                    | Francisco Grijalvo            |
| Drew Pickles (Julio Pickles en Latinoamérica)       | Michael Bell          | Alejandro Mayén                   | José María Carrero            |
| Charlotte Pickles                                   | Tress MacNeille       | Loretta Santini                   | Lydia Zorrilla                |
| Howard DeVille (Ulises DeVille en Latinoamérica)    | Philip Proctor        | José Antonio Macías               | José Núñez                    |
| Betty DeVille                                       | Kath Soucie           | Sylvia Garcel                     | Mercedes Espinosa             |
| Abuelo Lou Pickles                                  | Joe Alaskey           | Alejandro Villeli                 | Alfredo Belinchón             |
| Abuelo Boris                                        | Michael Bell          | César Árias                       | Actor sin identificar         |
| Abuela Minka                                        | Melanie Chartoff      | Ángeles Bravo                     | Actriz sin identificar        |
| Tía Miriam                                          | Andrea Martin         | Magda Giner                       | Actriz sin identificar        |
| Rex Pester                                          | Tim Curry             | Humberto Solórzano                | Actor sin identificar         |
| Dra. Lucy Carmichael                                | Hattie Winston        | Adriana Casas                     | Actriz sin identificar        |
| Susie Carmichael                                    | Cree Summer           | Rocío Garcel                      | Ana Plaza                     |
| Guardabosques Margaret (Margarita en Latinoamérica) | Whoopi Goldberg       | Rebeca Manríquez                  | Actriz sin identificar        |
| Guardabosques Frank                                 | David Spade           | Martín Soto                       | José Antonio Gómez del Pulgar |
| Insertos                                            | N/D                   | Jorge Roig                        | Actor sin identificar         |

#### Créditos Técnicos (Español latino):
- Studio de doblaje: Audiomaster 3000 (México)
- Dirección: Jorge Roig

#### Créditos Técnicos (Castellano):
- Estudio de doblaje: Cinearte, S.A. (Madrid)
- Dirección, traducción y ajuste: Ramiro de Maeztu

## Banda sonora
| N.º | Título                                     | Artist                    | Duración |  |
| 1.  | «Take Me There»                            | Blackstreet, Mýa          | 4:02     |  |
| 2.  | «I Throw My Toys Around»                   | Elvis Costello, No Doubt  | 3:00     |  |
| 3.  | «This World Is Something New To Me»        | Various                   | 1:57     |  |
| 4.  | «All Day»                                  | Lisa Loeb                 | 3:29     |  |
| 5.  | «Dil-A-Bye»                                | E.G. Daily                | 3:41     |  |
| 6.  | «A Baby Is A Gift From Bob»                | Cree Summer, Cheryl Chase | 1:57     |  |
| 7.  | «One Way Or Another»                       | Cheryl Chase              | 3:15     |  |
| 8.  | «Wild Ride»                                | Kevi, Lisa Stone          | 2:42     |  |
| 9.  | «On Your Marks, Get Set, Ready, Go!»       | Busta Rhymes              | 3:39     |  |
| 10. | «Witch Doctor»                             | Devo                      | 3:30     |  |
| 11. | «Take The Train»                           | Rakim, Danny Saber        | 4:04     |  |
| 12. | «Yo Ho Ho And A Bottle Of Yum»             | Rugrats Cast              | 2:17     |  |
| 13. | «Take Me There, The "I Want You Back" Mix» | Blackstreet, Mýa          | 4:03     |  |

El lanzamiento japonés tiene "Winter's Review" de SHAZNA como tema final y parte de la banda sonora japonesa.